# Бенцион Були
Бенцион Були (21. мај 1867, Београд — 21. август 1933, Беч) је био банкар, народни посланик у Скупштини Србије и добротвор. Јеврејског је порекла. Његов отац Једидија Були био је трговац, председник Београдске сефардске општине и народни посланик. Бенцион Були је у улици Краља Петра изградио 1907. године прву модерну робну кућу, Робни магазин, по чему је постао веома познат. Парк-шума у Београду на општини Савски венац носи његово име.

## Порекло
Београдска породица Були припадала је заједници Сефардских Јевреја. Почетком 20. века убрајали су се међу најбогатије београдске породице. Први истакнути члан породице Були био је отац Бенциона Булија, Једидија Едија Були. По занимању је био трговац и банкар, а вршио је и функцију председника Јеврејске сефардске општине од 1897. до 1907. године. Поред тога био је именован и за посланика Народне скупштине, а посланичко именовање касније је пренето на његовог брата Давида. Основао је банку коју је касније преузео његов најстарији син Бенцион. Једидија Едија Були заслужан је за ширење трговинских веза Србије са иностранством. Године 1880. и 1882. био је први Јеврејин међу четрдесет чланова скупштине, именованих од стране кнеза Милана Обреновића. Уживао је поштовање како владара из династеје Обреновић, Тако и Карађорђевића. За свој допринос развоју Србије добио је бројна одликовања.
Његова супруга Меркуша Були била је једна од оснивачица Јеврејског женског друштва и била његова председница у периоду од 1894. до 1912. године.
Осим Бенциона, и остали синови Едије Булија оставили су значајан допринос у многим сферама српског друштва: политици, трговини, банкарству, медицини, спорту, хотелијерству.
Мориц Були био је лекар бактериолог. На позив владе Србије учествовао је у сузбијању куге у селу Уровица код Обреновца, у пролеће 1910. године. Исте године учествовао је у формирању бактериолошке службе у Београду. Током балканских ратова радио је као лекар пољске болнице Дринске дивизије. у Другом балканском рату заробљен је у Ђевђелији заједно са својим болесницима. У Првом светском рату је као болнички бактериолог учествовао у сузбијању пегавог тифуса у Нишу. После рата залагао се за изградњу савременог водовода у Београду. Захваљујући његовом ангажовању подигнута је бактериолошка лабораторија за испитивање воде. На основу његових нацрта изграђен је Дезинсекциони завод у Београду.
Хуго Були био је значајна личност за развој спорта у Србији, а посебно фудбала. Он је, између осталог, 1896. донео у Србију прву фудбалску лопту. Био је члан гимнастичког друштва Соко и један је од оснивача Лоптачке секције 1896. године. Заједно са Густавом Фајфером руководио је првом фудбалском утакмицом која је одиграна у Београду.
Жак Були био је познати београдски трговац и хотелијер. Био је власник хотела „Ројал” у улици Краља Петра 56. Његов син Мони де Були био је песник, новинар и књижевни критичар. Налазио се међу оснивачима нових књижевних покрета, песничких прогласа и публикација. После Првог светског рата отишао је у Париз, где је ушао у круг најпознатијих француских надреалиста. По повратку у Београд, 1926. је са Ристом Ратковићем покренуо часопис „Вечност”, који је заступао идеје надреалиста. Вративши се у Париз постаје члан многих авангардних група и покреће више часописа. После смрти родитеља у холокаусту престао је да се бави уметношћу.

## Биографија
Основну и средњу школу завршио је у Београду, а Вишу комерцијалну академију у Бечу. Након школовања се вратио се у Београд и преузео очеву банку, коју је довео у ред најбољих банака Краљевине Србије. Такође је изградио једно текстилно предузеће и фабрику сламнатих шешира. У улици Краља Петра отворио је Робни магазин, једну од првих робних кућа у Београду. Данас је зграда коју је сазидао за робну кућу споменик културе. Био је акционар и члан Управног одбора Београдске трговачке штедионице, члан Управног одбора Индустријске банке, а налазио се и у управи Берзе.
За време владавине династије Обреновић преузео посланичко именовање од стрица Давида, али није активно учествовао у политичком животу. Након династичке промене, у време владавине краља Петра I, почео је да се приближава радикалима. Постао је члан Народне радикалне странке и први Јеврејин који је изабран за народног посланика. Мандат посланика имао је у периоду од 1912. до 1919. године и током тог периода био је члан Финансијског одбора скупштине.

### Хуманитарни рад
Као један од најугледнијих београдских сефардских Јевреја Бенцион Були је био један од оснивача добротворног „Потпора“. Као дугогодишњи председникм овог друштва стипендирао је сиромашне Јевреје који су желели да се школују Бечу или другим европским центрима. Међу овим стипендистима био је и сликар Леон Којен. Помагао је и сва београдска јеврејска друштва, а донирао је и средства за оснивање Јеврејске читаонице.

### Активности током Првог светског рата
По избијању Првог светског рата Бенцион Були је избегао из престонице. У Нишу је сопственим новцем организовао прихватилиште за избеглице, а у Скопљу су избеглице прихватили Булијеви људи и смештали их у Јеврејску школу. Како је после 1915. растао број српских избеглица и у Солуну, и тамо је основао своју филијалу којом је руководио руководио Јосеф Амодај. Бенцион Були наложио је Амодају да сву његову златну резерву стави на располагање избеглицама и да почне да мења српски новац. Преко конзулата у Солуну наставио је своју акцију помоћи избеглицама све време трајања рата, не само у Солуну, већ и у осталим избегличким центрима. На Крфу је, као посланик Народне скупштине, учествовао у доношењу Нишке и Крфске декларације и вратио се у отаџбину по пробоју Солунског фронта.
По избијању Првог светског рата Були је именован за председника Јеврејске сефардске општине и на том положају остао је до 1918. Током рата је на себе преузео финансирање општинских службеника и рабина, што му је Министарство вера рефундирало 1920. године.

### Послератни период
Након формирања Краљевине СХС, Були напушта политику. Касније постаје председник Београдске текстилне индустрије и Београдске сефардске општине. Залагао се за организовање банкарског система - у том периоду настаје Југословенска удружена банка, чији је био потпредседник.
Бенцион Були умро је 21. августа 1933. године у Бечу. Део своје заоставштине поклонио је Београдском универзитету и Јеврејској сефардској општини и бројним јеврејским удружењима. Сахрањен је у породичној гробници, на Јеврејском гробљу у Београду.

## Награде и признања
Бенцион Були је за своје заслуге добио бројна одликовања, међу којима су:
- Орден Светог Саве II степена,
- Орден Белог орла III степена,
- Орден Карађорђеве звезде.[1]

Данас једна парк-шума у Београду, на Дедињу (општина Савски Венац) носи име Парк-шума Бенцион Були.